# 高橋資祐
高橋 資祐（たかはし もとすけ、1941年〈昭和16年〉1月11日 - 2007年〈平成19年〉11月8日）は、日本の男性アニメーター、アニメ演出家・監督、キャラクターデザイナー。宮城県石巻市出身。

## 経歴
1959年3月に宮城県石巻高等学校卒業後、石巻市役所に就職。美術を学ぶため、日本デザインスクールに入学するも1963年に同校を中退。第一広告（現・I&S BBDO）、文珠デザインスタジオの商業デザイナーを経て、草月アニメフェスティバルでアニメに興味を持ち、1966年8月に新聞の社員募集広告に応募して竜の子プロダクション（タツノコプロ）へ入社。
同プロでは笹川ひろしや吉田竜夫らの下で『おらぁグズラだど』『昆虫物語 みなしごハッチ』などの原画・演出を担当した他、作画チーフも務めた。
1975年にタツノコプロを退社した後は、しばらくフリーランスの立場でキャラクターデザイナー・作画監督・演出家として活躍。長浜忠夫の下で『勇者ライディーン』『超電磁ロボ コン・バトラーV』『闘将ダイモス』『未来ロボ ダルタニアス』といった日本サンライズ（現・サンライズ）制作のロボットアニメの作画・演出を経験し、1977年には『超スーパーカー ガッタイガー』でチーフ・ディレクターに初就任した。
1979年頃に作画スタジオ「スタジオドオタク」を結成して代表者を務め、1980年代からは、タツノコプロ時代以来の仲間が設立したスタジオぴえろ（現・ぴえろ）作品に多く参加した。中でも高橋留美子作品との縁は深く、ぴえろが制作した『うる星やつら』のテレビシリーズには1981年の開始当初からドオタク所属の遠藤麻未・山本直子らとともにローテーションで参加した他、OVA『るーみっくわーるど』シリーズの『炎トリッパー』『ザ・超女』『笑う標的』の監督も務めた。押井守曰く、スタジオぴえろの切り札的存在であった。
宮崎駿が高橋資祐の『うる星やつら』「竜之介登場! 海が好きっ!!」での波の作画に感心したというエピソードもある。
その後も長くフリーの演出家・作画監督として活動の拠点をぴえろに置いて活躍していたが、『劇場版BLEACH The DiamondDust Rebellion もう一つの氷輪丸』の制作に参加していた最中の2007年11月8日、肺癌のため66歳で死去した。同作品上映時には、最後に高橋への追悼メッセージが映し出された。

## スタジオドオタク
スタジオドオタクは、高橋が日本サンライズの仕事で出会った遠藤麻未と共に、1979年頃に創設した作画スタジオである（後、山本直子も加入）。ドオタク内での高橋の呼称は「社長」。1983年当時は東京都田無市田無駅近くのマンションの1室を借りてスタジオにしていた。スタジオ名の由来は、「動画の宅」と銅鐸。メンバーを3人以上に増やさないこと、スタジオぴえろの仕事を中心にして、他社の仕事をまずしないことを方針としていた。

## 参加作品

### テレビアニメ・OVA
1967年
- おらぁグズラだど（原画）

1969年
- 昆虫物語 みなしごハッチ（原画）

1970年
- いなかっぺ大将（演出）

1972年
- 樫の木モック（演出）
- 科学忍者隊ガッチャマン（原動画）

1973年
- けろっこデメタン（演出）

1974年
- てんとう虫の歌（演出）
- 破裏拳ポリマー（演出）

1975年
- アンデス少年ペペロの冒険（、演出）
- みつばちマーヤの冒険（コンテ）

1976年
- ブロッカー軍団IVマシーンブラスター（キャラクターデザイン）

1977年
- 超スーパーカー ガッタイガー（チーフディレクター）
- 超合体魔術ロボ ギンガイザー（キャラクターデザイン）
- 女王陛下のプティアンジェ（キャラクターデザイン）

1978年
- 宇宙魔神ダイケンゴー（キャラクター設定）
- 科学忍者隊ガッチャマンII（原画・演出）

1979年
- ザ☆ウルトラマン（コンテ）
- 未来ロボ ダルタニアス（ストーリーボード）

1980年
- ニルスのふしぎな旅（演出）
- 無敵ロボ トライダーG7（ストーリーボード）

1981年
- ヤットデタマン（オープニングアニメ）
- 名犬ジョリィ（作画監督・コンテ）
- うる星やつら（演出・コンテ・作画監督）

1982年
- 太陽の子エステバン（コンテ）

1983年
- 魔法の天使クリィミーマミ（コンテ・原画）

1984年
- 星銃士ビスマルク（コンテ・作画監督）

1985年
- ジャスティ（監督・作画監督）

1986年
- るーみっくわーるど 炎トリッパー（監督・作画監督）
- ザ・超女（監督・作画監督）

1987年
- 笑う標的（監督・作画監督）

1988年
- おそ松くん（作画監督・コンテ）

1989年
- 魔動王グランゾート（ストーリーボード）

1990年
- 平成天才バカボン（作画監督・コンテ）

1991年
- おれは直角（作画監督・コンテ）
- 丸出だめ夫（作画監督・コンテ）

1992年
- 幽☆遊☆白書（作画監督・コンテ）

1994年
- 無責任艦長タイラー ミュージック・クリップ（キャラデザ・原画・絵コンテ）

1995年
- NINKU -忍空-（作画監督・コンテ）

1996年
- みどりのマキバオー（作画監督・コンテ）

1997年
- 烈火の炎（作画監督・コンテ）

1998年
- たこやきマントマン（作画監督・コンテ）

2002年
- 東京ミュウミュウ（作画監督・コンテ）

2003年
- 探偵学園Q（作画監督・コンテ）

2004年
- BLEACH（サブデザイン・作画監督・コンテ）

### 劇場アニメ
- あいつとララバイ 水曜日のシンデレラ（監督）
- 劇場版BLEACH The DiamondDust Rebellion もう一つの氷輪丸